# Hammerhead (singolo)
Hammerhead è il primo singolo estratto dall'ottavo studio album della band punk Offspring, Rise and Fall, Rage and Grace.
Il singolo è stato distribuito a partire dal 6 maggio 2008 nelle radio.
Ha raggiunto la posizione numero 2 nella Billboard Modern Rock Tracks e la posizione numero 8 nella Mainstream Rock Tracks.
È stato disponibile gratis per il download in formato MP3 320 kbit/s sul sito web della band, offspring.com per vari mesi, seguendo la stessa modalità già effettuata per far conoscere al pubblico un singolo precedente della band, Original Prankster.

## Significato
La canzone narra delle sparatorie che avvengono dentro gli istituti scolastici.
(Hammerhead)

## Video
Il video è interamente stato fatto in computer grafica e non mostra nessun membro della band (stessa modalità utilizzata per Hit That).
Per questo motivo non è stato ben accolto dai fan del forum ufficiale della band, ma ha ottenuto un riscontro più favorevole su YouTube.
È composto da scene contro la guerra in cui si vedono dei velivoli stealth (che in realtà si rivelano essere uccelli), altre in cui s'intravedono ragazzi e bambini colpiti dalla furia omicida del compagno d'istituto che ha dato inizio alla sparatoria e altre ancora in cui si vedono degli animali robotici, tra cui dei maiali (che rappresentano i politici).

### Video Contest
La band aveva creato una competition per i fan. Si trattava di creare un video personale con materiale proprio per la canzone. Per l'occasione era stato creato un gruppo su YouTube.
La band ha poi scelto il video che ha ritenuto migliore ed ha regalato ai vincitori 10000 $.
Questa competition è stata disponibile solo per i residenti negli USA.
Il video vincitore è questo.

## Reazioni
Richard Cromelin del Los Angeles Times ha dichiarato che Hammerhead è la canzone con le parole più forti dell'album, il sito The Dreaded Press ha sia elogiato il brano e lo stile veloce di batteria adottato sia la voce di Dexter con la quale si è ottenuto un ottimo risultato. Tuttavia, Chris Fallon di AbsolutePunk.net ha detto che per lui la canzone è troppo lunga e che i riff della canzone non molto azzeccati portano ad un calo dell'entusiasmo.

## Formazione
- Dexter Holland – voce e chitarra
- Noodles – chitarra e voce d'accompagnamento
- Greg K – basso e voce d'accompagnamento
- Josh Freese – batteria (studio)
- Chris "X-13" Higgins - voce d'accompagnamento (studio)[21]

## Classifiche
| Classifica (2008)             | Posizione massima |
| ----------------------------- | ----------------- |
| Canada                        | 53                |
| Canada (rock)                 | 3                 |
| Stati Uniti (alternative)     | 2                 |
| Stati Uniti (mainstream rock) | 8                 |

## Hammerheadnella cultura di massa
- È presente nella colonna sonora del videogioco di prossima uscita Madden NFL 09[23].
- È presente come canzone downloadabile nella versione Xbox 360 del videogioco Rock Band[24].